# Seis días de Newark
Los Seis días de Newark fue una carrera de ciclismo en pista, de la modalidad de seis días, que se corrió en Newark (Estados Unidos). Su primera edición data de 1910 y duró hasta 1915, disputándose cuatro ediciones.

## Palmarés
| Año       | Ganadores                       | Segundos                    | Terceros                  |
| --------- | ------------------------------- | --------------------------- | ------------------------- |
| 1910      | Willy Fenn Frank Kramer         | Iver Lawson Jimmy Moran     | Paddy Hehir Ernie Pye     |
| 1911-1912 | ediciones no realizadas         |                             |                           |
| 1913      | Paddy Hehir Peter Drobach       | Worth Mitten Gordon Walker  | Martin Ryan Lloyd Thomas  |
| 1914      | Alfred Goullet Alfred Hill      | George Cameron Harry Kaiser | Gordon Walker Ted Wohlrab |
| 1915      | Reginald McNamara Robert Spears |                             |                           |